# مكابي كفر كنا
مكابي كفر قانا هو فريق كرة قدم من بلدة كفر كنا ، الذي لعب في أعلى مستوى له في الدوري الوطني .تم حل الفريق في نهاية الموسم 2013/2014 وتم بنائه من جديد موسم 2014/2015 ليلعب في الدرجة الثالثة منطقة الجليل الأسفل، تحت اسم النادي الرياضي والشباب في كفر كنا.

## تاريخ
فريق مكابي كفر كنا لعب بالماضي في الدرجة الثانية من حيث الأهمية في إسرائيل ، الدرجة القطرية، وذلك في سنوات التسعينات. بعد تغيير مبنى الدرجات استطاع الفريق بالصعود للدرجة الممتازة في عام 2001، حيث لعب الفريق لمدة سنتين حتى ان هبط لمستوى الدرجة القطرية. بعام 2009 انهى الفريق في المرتبة التاسعه حيث خاض مباريات الأختبار امام فريق بلدي رمات هشارون . ولكن الفريق خسر مرتين ذهابا وايابا وهكذا فقد الإمكانية للصعود مجددا للدوري الوطني، وبهذا هبط الفريق للدرجة الأولى شمال وهي الدرجة الثالثة أهمية في إسرائيل .
الإنجاز الملموس للفريق هو التأهل إلى الدور ربع النهائي من كأس الدولة, و الفوز في كاس التوتو للدرجة الثالثة موسم 2000/2001.
عند الانتهاء موسم 2013/2014 حل الفريق بسبب الديون الثقيلة، و في بداية موسم 2014/2015 أنشئ من جديد تحت اسم النادي الرياضي والشباب في كفر كنا ليلعب في الدرجة الثالثة منطقة الجليل الأسفل.
الفريق يلعب مبارياته البيتية في «استاد عزمي نصار» في كفركنا, الذي يحتوي على 2500 مقعدا.

## الألقاب والإنجازات
- كأس توتو الدوري الثالث:
  - الفائز (1): 2001
- الدرجة الثالثة: (1)
  - 2014/15
- الدرجة الثانية: (1)
  - 2015/16

## وصلات خارجية
- مكابي كفر كنا في صفحة الاتحاد العام لكرة القدم الاسرائيلي

‌